# Gianfrancesco Gonzaga di Luzzara

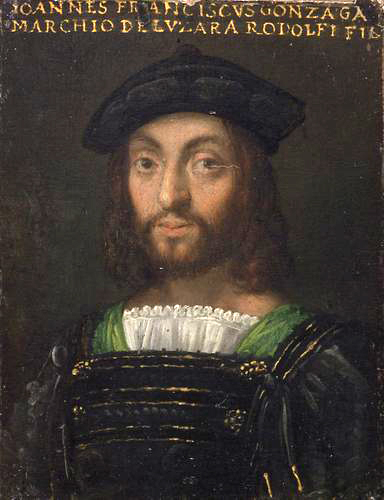
Gianfrancesco Gonzaga di Luzzara

Gianfrancesco Gonzaga di Luzzara (* 2. Februar 1488 in Luzzara; † 18. Dezember 1524) war ein italienischer Adliger, der als Herr von Luzzara eine Nebenlinie des weitverzweigten Hauses Gonzaga begründete, die bis zum Jahr 1794 bestand.

## Leben
Gianfrancesco war der erstgeborene Sohn des Markgrafen Rodolfo Gonzaga di Castiglione aus dem alten italienischen Adelsgeschlecht der Gonzaga, aus dessen Ehe mit Caterina Pico della Mirandola, verwitwete di Carpi. Sein Großvater väterlicherseits war Markgraf Ludovico III. von Mantua, dessen Enkel Gianfrancesco II. Gonzaga, Markgraf von Mantua (1484–1519), war Gianfrancescos Cousin.
Neben vier Schwestern hatte er noch den jüngeren Bruder Luigi Alessandro (1494–1549) sowie drei Halbgeschwister aus der ersten Ehe seiner Mutter, die als Angehörige der Familie Pio di Savoia die Nachfolge ihres Vaters in der Herrschaft Carpi beanspruchten.
Am 6. Juli 1495 fiel der Vater in der Schlacht bei Fornovo im Alter von 43 Jahren. Gianfrancesco und sein Bruder Luigi Alessandro traten formal die Nachfolge ihres Vaters als Herren von Castiglione, Luzzara, Solferino und Castelgoffredo an. Die Mutter, Marchesa Caterina, übernahm für ihre erst sieben und ein Jahr alten Söhne die Vormundschaft. Das Gebiet, das sie vom Vater geerbt hatten, hatte dieser nach dem Tod von Markgraf Ludovico III. von Mantua im Jahr 1478 erhalten. Dessen ältester Sohn und Nachfolger, Federico I., hatte seinen Brüdern Grenzgebiete der Markgrafschaft Mantua zugesprochen. Die Vereinbarung, die zwischen den Brüdern festgelegt worden war, wurde am 10. Juni 1479 von Kaiser Friedrich III. ratifiziert. Federico I., der mit einigen Punkten dann doch nicht zufrieden war, trat mit seinen Brüdern Gianfrancesco und Rodolfo in Nachverhandlungen. Dadurch bekam Gianfrancescos Vater im Jahr 1480, gegen Gebietsabtretungen an Mantua (Canneto und Mariana), auch die Herrschaft Luzzara. Die Investitur erfolgte am 11. Februar 1494 durch Maximilian I., da das Gebiet erst nach der, durch Kaiser Friedrich III. bestätigten Vereinbarung, übertragen worden war.
Im Dezember 1501 starb die Mutter, wahrscheinlich eines unnatürlichen Todes. Ariosto berichtet darüber in seinem Epilog für Alberto Pio, Caterinas Sohn erster Ehe. Manche Quellen sagen, sie sei von ihrer Magd vergiftet worden, andere, sie sei im Schlaf von ihr erdrosselt worden. Von verschmähter Liebe einerseits, von Geldgier andererseits, ist die Rede. Gianfrancesco war zu diesem Zeitpunkt dreizehn Jahre alt, Luigi Alessandro erst sieben.
Durch Maximilian I. wurde im Jahr 1502 das Lehen bestätigt und die Primogenitur festgesetzt. Die beiden Brüder regierten die Herrschaften gemeinschaftlich. Im Jahr 1521 nahmen sie eine Teilung vor. Luigi Alessandro wurde alleiniger Herr von Castiglione, Solferino und Castelgoffredo, während Gianfrancesco alleiniger Herr von Luzzara wurde.
Gianfrancesco wird als ein sanftmütiger und gebildeter Mann beschrieben. Zwischen 1516 und 1521 ließ er die Restaurierung und Verschönerung (dem Geschmack des 16. Jahrhunderts entsprechend) der Pfarrkirche San Giorgio in Luzzara durchführen. Er gründete das Oratorium der heiligen Anna (Oratorio di Sant’Anna) im Gonzaga-Palast und begann mit dem Bau des Palazzo della Tomba, den er erfolgreich beendete. Obwohl seine Herrschaft kurz war, hat er wichtige Veränderungen für das Land bewirkt, in seiner Stadtplanung, im Gottesdienst und im gesellschaftlichen Leben.
Zwei Monate vor seinem Tod dankte er am 11. Oktober 1524 zugunsten seines Sohnes Massimiliano ab. Gianfrancesco Gonzaga starb am 18. Dezember 1524 im Alter von 36 Jahren. Er ist der Stammvater der Markgrafen von Luzzara. Diese Nebenlinie der Gonzaga erlosch im Mannesstamm im Jahr 1794. (Zur Übersicht siehe unten.)

## Ehe und Nachkommen
Gianfrancesco Gonzaga war verheiratet mit Laura Pallavicino (* 1493/1498; † ? ), Tochter von Galeazzo Pallavicino, Marchese di Busseto († 1520), mit der er acht Kinder hatte:
- Massimiliano Gonzaga (* 1513 in Luzzara; † 4. März 1578 in Luzzara) Herr und seit 1561 Markgraf von Luzzara ⚭ 1548 Caterina Colonna, Tochter von Prospero Colonna, Duca di Marsi († 1528)
- Rodolfo Gonzaga (* ca. 1515/1520 in Luzzara; † nach 1553) Graf von Poviglio (1539–1553)[A 3], ⚭ vor 1539 Isabella Gonzaga, Tochter von Pirro I. Gonzaga, Signore di Gazzuolo († 1529)
- Elisabetta († ? ), Nonne
- Margherita († ? ), Nonne
- Guglielmo († jung)
- Galeazzo († jung)
- Angela († jung)
- Ippolita († jung)

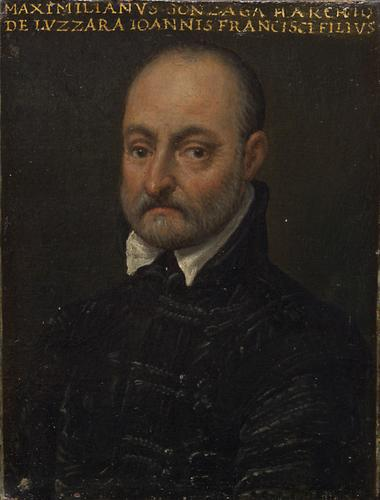
Massimiliano Gonzaga Marchese di Luzzara (1513–1578)
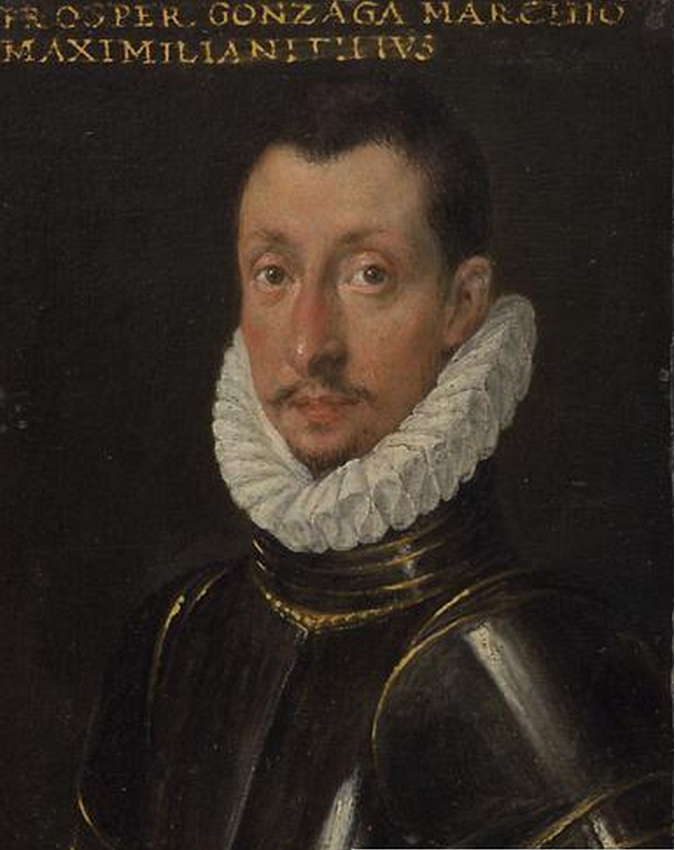
Prospero Gonzaga Marchese di Luzzara (1554–1614)
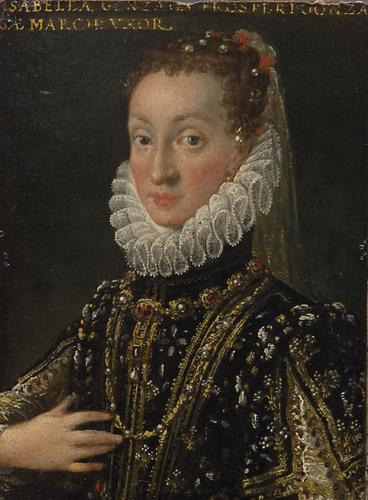
Prosperos Frau Isabella Gonzaga geb. Gonzaga di Bozzolo
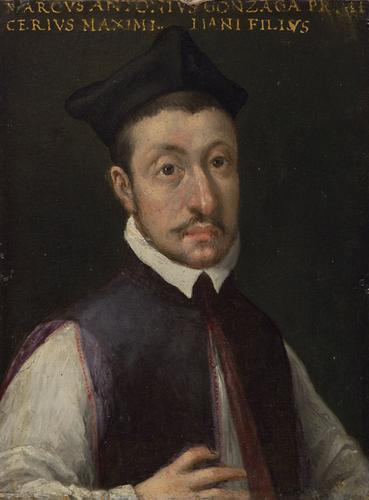
Prosperos Bruder Marcantonio Gonzaga, Bischof von Casale (1589–1592)
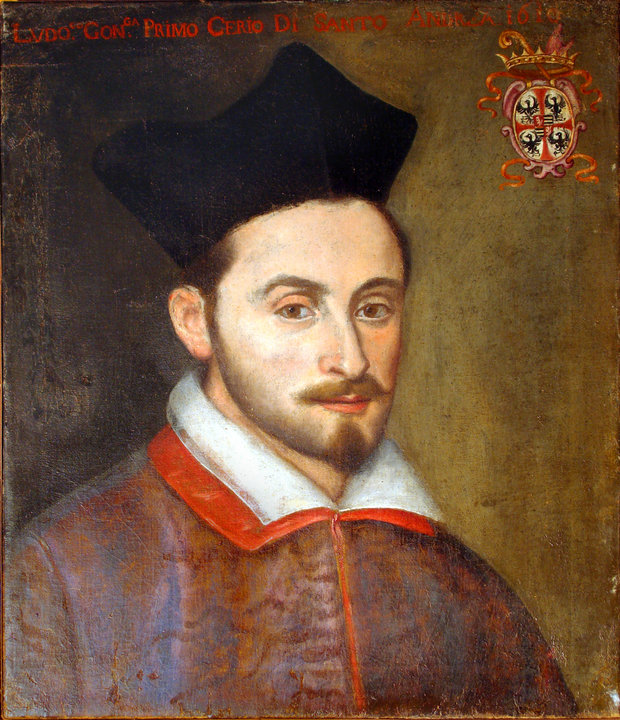
Prosperos Sohn Luigi Gonzaga, Bischof von Alba (1619–1630)
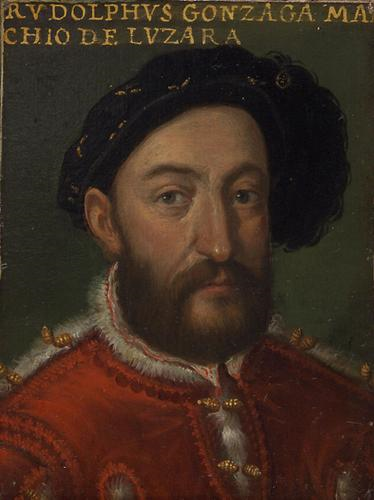
Rodolfo Gonzaga Conte di Poviglio
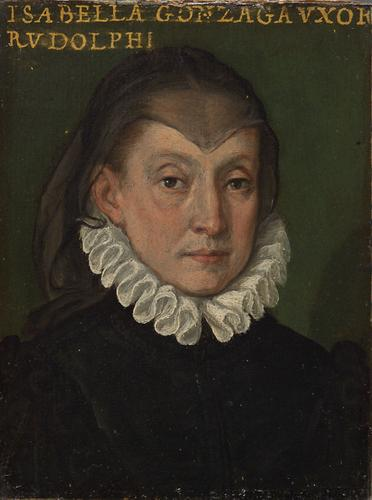
Rodolfos Frau Isabella Gonzaga geb. Gonzaga di Gazzuolo
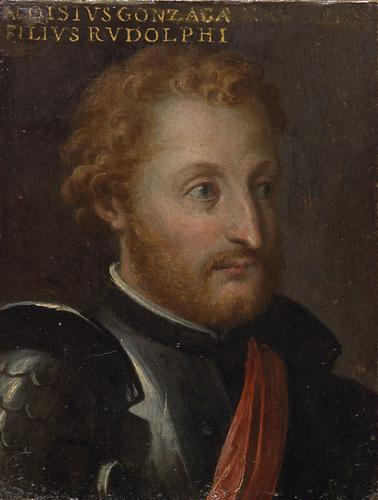
Rodolfos Sohn Luigi Gonzaga di Poviglio (1538–1570) (ermordet in Ferrara)

## Die Markgrafen von Luzzara aus der Nebenlinie Gonzaga di Luzzara (1561–1794)
- Massimiliano Gonzaga 1. Markgraf von Luzzara (1561–1578) (* 1513 in Luzzara; † 4. März 1578 in Luzzara) ⚭ 1548 Caterina Colonna, Tochter von Prospero Colonna, Duca di Marsi († 1528)

- Prospero Gonzaga 2. Markgraf von Luzzara (1578–1614) (* 1554; † 25. September 1614 in Mantua) ⚭ 1576 Isabella Gonzaga, Tochter von Pirro II. Gonzaga, Signore di Bozzolo (1540–1592)

- Federico I. Gonzaga 3. Markgraf von Luzzara (1614–1630) (* um 1576; † 1630 an der Pest) ⚭ (I) um 1602 Elisabetta Gonzaga (* 1586; † 12. Juni/22. Juli 1620), Tochter von Federico Gonzaga di Poviglio; (II) um 1626 Gräfin Fulvia von Collalto (* um 1609; † ? ), Tochter von Basilio II. Conte di Collalto

- (I) Luigi I. Gonzaga 4. Markgraf von Luzzara (1630–1666) (* 3. November 1602; † 24. April 1666) ⚭ 1634 Prinzessin Elena Gonzaga (* 12. Juli 1618; † ? ), Tochter von Principe Pirro Gonzaga di Vescovato (1590–1628)

- Federico II. Gonzaga 5. Markgraf von Luzzara (1666–1698) (* 28. November 1636; † 8. März 1698) ⚭ 1667 Prinzessin Luigia Gonzaga (* 13. September 1653; † 28. August 1715), Tochter von Principe Ferdinando II. Gonzaga di Castiglione (1614–1675)

- Luigi II. Gonzaga 6. Markgraf von Luzzara (1698–1738) (* 19. September 1679; † 12. Juni (13. Januar) 1738) ⚭ 28. Dezember 1702 Charlotte de Choiseul (* 1679; † 2. März 1734), Tochter von Charles-Henri de Choiseul, Seigneur d’Isches

- Basilio Gonzaga 7. Markgraf von Luzzara (1738–1782) (* 26. September 1711; † 29. Mai 1782) ⚭ 25. Oktober 1738 Maria Borromeo (* 10. Januar 1712; † 11. März 1761), Tochter von Giovanni Benedetto Borromeo 6. Marchese di Angera e 12. Conte di Arona
- Giovanni Gonzaga 8. Markgraf von Luzzara (1782–1794) (* 4. Juli 1721 in Luzzara; † 3. April 1794 in Mantua) ⚭ 1766 Teresa Anguissola (* 30. Juli 1745; † 29. April 1819), Tochter von Gaetano Anguissola Conte di Vigolzone